# 藤原道意
藤原 道意（ふじわら の みちおき）は、鎌倉時代前期頃の神官。藤原北家利仁流の出で、越前国織田庄劔神社の祀官の家系に生まれたと伝わる。道意が生きているうちに織田の苗字を名乗ることはなかったが、少なくとも道意の孫あるいは曾孫の藤原信昌の代には織田を名乗っていたと考えられている。ただし信昌は実は忌部氏流織田氏から迎え入れた養子だったともいわれている。もしこれが正しいとすると、道意自身は血筋の上では織田信長の祖先には当たらないことになるものの、織田氏の出自に関しては意見が割れる藤原氏説と忌部氏説を一つの家系に繋げることになる。